# Android 13
Android 13 (tên mã nội bộ là Android Tiramisu) được phát hành cho công chúng vào ngày 15 tháng 8 năm 2022 và là bản phát hành chính thứ mười ba của hệ điều hành di động Android, được phát triển bởi Open Handset Alliance do Google dẫn đầu. Theo kế hoạch, những chiếc điện thoại đầu tiên chạy Android 13 sẽ là Google Pixel 7 và 7 Pro.

## Lịch sử
Android 13 (tên mã nội bộ là Tiramisu) đã được công bố trong một blog Android được đăng vào ngày 10 tháng 2 năm 2022 và bản xem trước dành cho nhà phát triển được phát hành cho dòng Google Pixel (từ Pixel 4 đến Pixel 6, ngừng hỗ trợ cho Pixel 3 và Pixel 3a). Nó được phát hành khoảng 4 tháng sau phiên bản ổn định của Android 12. Bản xem trước dành cho nhà phát triển tiếp theo sau đó phát hành vào tháng 3. Bản beta 1 được phát hành vào ngày 26 tháng 4 năm 2022. Google đã phát hành bản beta 2 trong Google I/O vào ngày 11 tháng 5 năm 2022. Bản beta 3  được Google phát hành vào ngày 8 tháng 6 năm 2022 và bản beta 4 được phát hành vào ngày 13 tháng 7 năm 2022. Nền tảng ổn định phát hành vào tháng 7, với bản beta 4.2 . Bản phát hành chính thức của Android 13 phát hành vào ngày 15 tháng 8 khi bản cập nhật được cung cấp cho điện thoại Pixel và được đưa lên Dự án nguồn mở Android.